# Kanadischer Silber-Gedenkdollar
Der erste kanadische Gedenkdollar in Silber erschien 1935 anlässlich des 25. Jahrestages der Thronbesteigung König Georgs V. Somit handelt es sich bei den kanadischen Gedenkdollars um eine der ältesten Münzserien weltweit. Die Serie wurde zunächst nur sehr unregelmäßig mit wechselnden Motiven fortgeführt. Seit 1973 erscheint jährlich ein wechselndes Motiv, wobei seit 1999 zusätzlich sogenannte „Special edition proof silver Dollars“ ausgegeben werden.
Unterschiedliche Legierungen, Gewichte, Prägequalitäten, Colourierungen, Vergoldungen und Auflagezahlen machen die Serie zu einem relativ komplexen und unübersichtlichen Themengebiet.

## Verwendete Legierungen, Gewicht
| Zeitraum   | Verwendete Silberlegierung  | Gewicht  |
| ---------- | --------------------------- | -------- |
| 1935–1967  | 80 % Silber, 20 % Kupfer    | 23,33 g  |
| 1971–1991  | 50 % Silber, 50 % Kupfer    | 23,33 g  |
| 1992–2002  | 92,5 % Silber, 7,5 % Kupfer | 25,175 g |
| 2003–2006  | 99,99 % Silber              | 25,175 g |
| 2007–2011  | 92,5 % Silber, 7,5 % Kupfer | 25,175 g |
| 2012–heute | 99,99 % Silber              | 23.17 g  |